# Call to Arms
Call to Arms (englisch für Ruf zu den Waffen) ist das 19. Studioalbum der britischen Heavy-Metal-Band Saxon. Es erschien im Juni 2011 bei den Labels Militia Guard Music, UDR und EMI.

## Geschichte
Das Album wurde Anfang 2011 aufgenommen. Dabei wurden im Februar Fans ins Studio eingeladen, um den Hintergrundgesang für das Stück Back in '79 aufzunehmen. Frontmann Biff Byford gab an, die Band wolle mit dem Album mehr „back to the roots“ gehen. Der Sound solle mehr nach „working class“ klingen. Da sich die Aufnahmen etwas verzögerten, musste die Band einen Auftritt auf dem australischen Soundwave Festival absagen. Don Airey, derzeit bei Deep Purple aktiv, hatte einen Gastauftritt auf dem Album.
Das Albumcover zitiert das britische Propagandaplakat Lord Kitchener Wants You.

## Titelliste
| Nr. | Titel                              | Länge |
| --- | ---------------------------------- | ----- |
| 1.  | Hammer of the Gods                 | 4:23  |
| 2.  | Back in 79                         | 3:28  |
| 3.  | Surviving Against the Odds         | 2:59  |
| 4.  | Mists of Avalon                    | 5:02  |
| 5.  | Call to Arms                       | 4:28  |
| 6.  | Chasing the Bullet                 | 4:14  |
| 7.  | Afterburner                        | 3:06  |
| 8.  | When Doomsday Comes                | 4:29  |
| 9.  | No Rest for the Wicked             | 3:09  |
| 10. | Ballad of the Working Man          | 3:48  |
| 11. | Call to Arms (Orchestral Version)  | 4:28  |
| 12. | Dirty Double Dealer (iTunes-Bonus) | 3:31  |

## Rezeption und Chartplatzierungen
Die Webseite Allmusic.com vergab 3,5 von 5 Sternen. Eduardo Rivadavia verglich das Album mit Denim & Leather aus dem Jahr 1981 und nannte dieses dessen „am engsten verwandten Cousin“.
| ChartsChartplatzierungen | Höchstplatzierung | Wochen |
| ------------------------ | ----------------- | ------ |
| Deutschland (GfK)        | 18 (3 Wo.)        | 3      |
| Österreich (Ö3)          | 55 (1 Wo.)        | 1      |
| Schweiz (IFPI)           | 37 (2 Wo.)        | 2      |